# Pink Lady (appel)

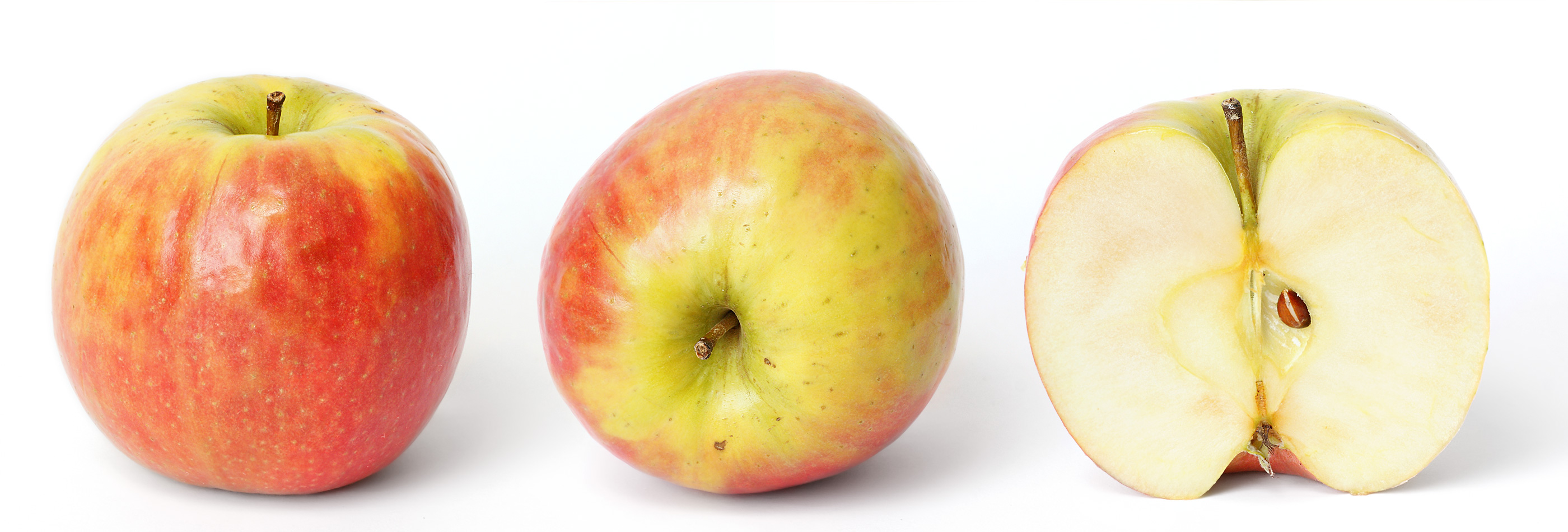
Pink Lady

De Pink Lady of Cripps Pink is een appelras dat in Australië is gekweekt door John Cripps. Het ras is een bekend clubras. De appel is gekweekt door de appelsoorten Lady Williams en de Golden Delicious met elkaar te kruisen.
De eerste kruising gebeurde in 1973. In 1979 werden de eerste appels geoogst. Nadien gebeurde verdere selectie. In 1990 werd het patent aangevraagd en in 1992 werd het geregistreerd.

## Geregistreerd handelsmerk
Het appelras is eigendom van en valt onder de licentie van het Department of Agriculture and Food, Western Australia (DAFWA), dat in tal van landen kwekersrechten heeft. De voornaamste organisatie voor Australische appel- en perenkwekers, de Apple and Pear Australia Limited (APAL), bezit en beheert wereldwijd het intellectuele eigendom en het handelsmerk Pink Lady, dat in meer dan 70 landen is geregistreerd.
Gebruik van het handelsmerk Pink Lady is gebonden aan kwaliteitseisen, appels die hier niet aan voldoen worden onder de naam Cripps Pink aangeboden.

## Groei en ontwikkeling
De appel heeft circa 200 dagen tijd nodig in een relatief warm klimaat om van vruchtbeginsel tot appel te rijpen. Met name in Australië wordt de appel veel gekweekt.
De appelvorm is ellipsvormig en heeft een onderscheidende roze tint op een groene "achtergrond" en een fris zoete smaak. Omdat de bloei en groeitijd erg lang duurt is deze appel niet geschikt voor gematigde streken. Ze worden vooral geproduceerd in Australië, maar groeien ook in Nieuw-Zeeland, Chili, Canada, Frankrijk, Italië, Spanje en de Verenigde Staten sinds het einde van de jaren 1990. De Pink Lady appels zijn vooral erg populair in het Verenigd Koninkrijk, met een marktaandeel van ongeveer 10% in 2005.